# Fayetteville (Illinois)
Fayetteville – wieś w Stanach Zjednoczonych, w stanie Illinois, w hrabstwie St. Clair.